# Тілопо косрейський
Тілопо косрейський (Ptilinopus hernsheimi) — вид голубоподібних птахів родини голубових (Columbidae). Ендемік Федеративних Штатів Мікронезії. До 2016 року вважався підвидом фіджійського тілопо.

## Поширення і екологія
Косрейські тілопо є ендеміками острова Косрае. Вони живуть в тропічних і мангрових лісах, чагарникових заростях і садах. Раніше косрейські тілопо мешкали також на атолі Ебон (Маршаллові Острови), однак вимерли.